# Кирју
Кирју (јап. 桐生市) град је у Јапану у префектури Гунма. Према попису становништва из 2005. у граду је живело 128.037 становника.

## Становништво
Према подацима са пописа, у граду је 2005. године живело 128.037 становника.
| 1995.   | 2000.   | 2005.   |
| ------- | ------- | ------- |
| 138.193 | 134.298 | 128.037 |